# Cestromoecha crassipes
Cestromoecha crassipes är en insektsart som först beskrevs av Karsch 1890.  Cestromoecha crassipes ingår i släktet Cestromoecha och familjen vårtbitare. Inga underarter finns listade i Catalogue of Life.